# Мамаіашвілі Микола Петрович
Микола Петрович Мамаіашвілі (18 лютого 1902, село Тібаані Сігнахського повіту, тепер Сігнахський муніципалітет, Грузія — ?) — грузинський радянський діяч, голова колгоспу імені Сталіна села Земо-Мачхаані Цітелцкаройського району Грузинської РСР. Депутат Верховної Ради СРСР 5-го скликання. Герой Соціалістичної Праці (2.04.1966).

## Життєпис
Здобув початкову освіту. У 1916—1919 роках наймитував. У 1919—1920 роках працював продавцем.
У 1925—1926 роках — у Червоній армії.
З 1929 по 1931 рік працював продавцем спілки споживчої кооперації села Тібаані Сігнахського району. 
Член ВКП(б) з 1930 року.
У 1931—1933 роках — голова правління спілки споживчої кооперації села Тібаані Сігнахського району.
У 1933—1936 роках — голова сільської ради села Земо-Мачхаані Цітелцкаройського району Грузинської РСР.
У 1936—1939 роках — голова колгоспу села Земо-Мачхаані Цітелцкаройського району.
У 1939—1941 роках — завідувач дорожнього відділу, завідувач комунального відділу Цітелцкаройської районної ради депутатів трудящих Грузинської РСР.
З 1941 року — голова колгоспу імені Сталіна (до 1961 року) села Земо-Мачхаані Цітелцкаройського району Грузинської РСР. Отримував високі врожаї пшениці, соняшнику та винограду.
Подальша доля невідома. 

## Нагороди і звання
- Герой Соціалістичної Праці (2.04.1966)
- два ордени Леніна (2.04.1966)
- орден Жовтневої Революції
- орден Трудового Червоного Прапора
- два ордени «Знак Пошани»
- медаль «За доблесну працю у Великій Вітчизняній війні 1941—1945 рр.»
- медалі